# Don't Keep Me Waiting
Don't Keep Me Waiting è il primo singolo estratto da Brother's Keeper, quinto album dei Fair Warning.

## Formazione
- Tommy Heart (voce)
- Helge Engelke (chitarra)
- Ule Ritgen (basso)
- C.C.Behrens (batteria)

## Tracce
1. Don't Keep Me Waiting
2. Generation Jedi
3. All of My Love
4. Don't Keep Me Waiting (Mix)
5. Bonus Video: Rockumentary 2006 (Short Version)